# Hayya Hayya (Better Together)
Hayya Hayya est une chanson interprétée par le chanteur américain Trinidad Cardona (en), très populaire notamment sur le réseau social TikTok. Il est accompagné d'un autre chanteur américain, Davido, qui a grandi au Nigéria ; ainsi que d'Aisha, artiste qatarie et appréciée au Qatar. Il s'agit de l'un des hymnes officiels de la Coupe du monde de football 2022.

## Classements
| Chart (2022)  | Meilleure position |
| ------------- | ------------------ |
| Croatie (HRT) | 48                 |